# 실종느와르 M
《실종느와르 M》은 2015년 3월 28일부터 2015년 5월 30일까지 OCN에서 방영되었던 드라마이다.

## 등장 인물

### 주요 인물
- 김강우 : 길수현 (제임스 길) 역 - FBI출신 특수실종전담팀 팀장
- 박희순 : 오대영 역 - 실종수사 7년, 20년차 베테랑 형사(경위)
- 조보아 : 진서준 역 - 특수실종전담팀 팀원
- 김규철 : 박정도 역 - 특수실종전담팀을 만든 본청 국장
- 박소현 : 강주영 역 - 15년차 부검의

### 그 외 인물
- 유정호 : 오대영의 파트너형사 역

#### 1화 | '감옥에서 온 퍼즐' / 2화 | '감옥에서 온 퍼즐 Part. 2'
- 변준석
- 조선주 : 신지섭의 부인 역
- 차진욱
- 한서진 : 이소윤 역 - 이정수의 여동생
- 조유신 : 이천균 사건 담당형사 역
- 서양원 : 젊은시절 김석진 역
- 공윤찬 : 젊은시절 이천균 역
- 이종선
- 황세정
- 강성수
- 김문기
- 최강철 : 주원형 역 - 신부
- 임재민
- 최교식 : 모텔 사장 역
- 김남호
- 박혜진 : 종천면 마을주민 역
- 주부진 : 종천면 마을주민 역
- 신치영
- 김남희
- 박건락 : 신부 역
- 공호석 : 종천면 마을주민 역
- 장준호 : 신부 역
- 유순철 : 사진사 역
- 지성근
- 성민수 : 고등학교 선생님 역
- 이석구 : 주원형의 아버지 역
- 성인자 : 주원형의 어머니 역
- 안수현
- 김정수
- 문경민 : 보행 분석전문가 역

#### 3화 | '녹: 고속도로 실종사건' / 4화 | '녹 Paet. 2: 정의'
- 서은아 : 은채린 역 - 원신제약회사 연구원
- 박주희 : 이지수 역 - 류정국의 비서
- 한수연 : 이진영 역 - 하태조의 부인
- 김지훈 : 김윤재 역 - 은채린의 남자친구
- 이달
- 심혜미
- 조성훈
- 허동원 : 휴게소 오징어 판매원 역
- 박지혜
- 김동곤 : 아파트 경비원 역
- 하연우
- 이은지
- 조호준
- 장준학 : 원신제약회사 보안실 직원 역
- 홍부향 : 편의점 직원 역
- 노윤정 : 모텔 사장 역
- 이광세 : 스님 역
- 서인덕
- 권범택 : 은채린의 아버지 역
- 김진양 : 은채린의 어머니 역
- 정연
- 성미리
- 진용욱 : 은채린 사건 담당형사 역
- 김준희 : 돌잔치 업체 직원 역
- 김지웅
- 장준녕 : 백신유아사망사건 담당 변호사 역
- 김동찬
- 이채민 : 신경정신과 의사 역
- 박용 : 김형준 역 - 교회에서 베이비박스를 운영하는 신부
- 김종두 : 의사 역
- 이주연
- 김민호

#### 5화 | '살인의 재구성'
- 유정석 : 고동우 역
- 한승현 : 김대수 역 - 고동주의 남자친구
- 이수인 : 남영은 역 - 남석태의 딸
- 김열 : 고동주 역 - 고동우의 여동생
- 최나무 : 인터뷰 하는 시민 역
- 권홍석 : 프로그램 진행자 역
- 김수홍 : 장 비서 역 - 남석태의 비서
- 김연주
- 최상민
- 조민성
- 양희주
- 이주선
- 김윤희
- 손슬기
- 최우영
- 윤경호 : 지하보도 노숙자 역
- 이일섭 : 10년 전 고동주 사건의 판사 역
- 서병덕 : 공인중개사 역
- 한창현 : 기자 역

#### 6화 | '예고된 살인'
- 이예은 : 이지은 역 - 동영상 속 실종자
- 이두일 : 이종호 역 (이지은 부)
- 김병철 : 강윤구 역 - 도언공장 직원
- 윤종구 : 윤창식 역 - 도언공장 직원
- 오순태 : 김성태 역 - 도언공장 직원
- 박종상 : 도언공장 직원 역
- 정나진 : 도언공장 파업농성하는 직원 역
- 이진목 : 도언공장 파업농성하는 직원 역
- 고경호
- 이유수
- 권오수
- 하진 : 강윤구의 부인 역
- 김장호
- 정연
- 조환준
- 연송하 : 미술학원 선생님 역
- 성찬호 : 대포폰 업자 역
- 조준 : 강윤구 사건 담당형사 역
- 윤정은 : 김선영 역 - 이지은의 친구
- 김진모 : 청부살인업자 역

#### 7화 | 'HOME'
- 최병모 : 김영근 역 - 중개인
- 손수현 : 반효정 역 - 가출팸 리더, 일명 'mom94'
- 윤예주 : 이세영 역 - 가출팸 청소년
- 김대윤 : 이동우 역 - 가출팸 청소년, 일명 '박사'
- 병헌 : 양정호 역 - 가출팸 청소년, 일명 '시인'
- 김수현
- 윤화경
- 신기록
- 김현호
- 박찬주
- 윤태영
- 이남수
- 임동인
- 조연호
- 지성아
- 허혜진
- 임성표
- 박영
- 남동진
- 우기훈
- 서성일
- 김선빈 : 편의점 사장 역
- 권용식 : 경찰 역
- 서광재 : 청소년센터 관계자 역
- 정연심 : 진서준의 어머니 역
- 김나무 : 건물 경비원 역
- 전수연
- 성현

#### 8화 | '청순한 마음 Part. 1' / 9화 | '청순한 마음 Part. 2'
- 이연두 : 정선미/김정희 역
- 양영조 : 박광철 역 - 사기꾼, 사찰남
- 차수미 : 장미영 역 - 노인을 돌보는 조선족 여자
- 이영란 : 오정임 역 - 딸을 찾고 있는 국밥집 사장
- 김나무[1] : 강우석 역 - 토막살인사건 피해자, 일명 '땅꾼'
- 허준석 : TV 프로그램 '만남의 광장'의 PD 역
- 김현정
- 김성규
- 박창민
- 박귀순 : 스님 역
- 김양훈
- 강민태 : 사채업자 2 역
- 장하람 : 사채업자 3 역
- 이은주 : 동대문에서 옷 제작하는 여자 역
- 김승일
- 이은실
- 성현미 : 가게 사장 역
- 지성근 : 약사 역
- 백애경 : 슈퍼 주인 역
- 임우철
- 김봉수 : 장미영이 돌봐준 노인 1 역
- 박통일 : 장미영이 돌봐준 노인 2 역
- 신신범 : 장미영이 돌봐준 노인 3 역
- 김동화
- 김재흠 : 조선족 여자에게 당할뻔한 남자 역
- 이청희 : 강우석을 아는 조선족 여자 역
- 유연우
- 옥주리 : 시장 상인 역

#### 10화 | 'injustice'
- 최용민 : 문정욱 역 - 검찰국장
- 권민 : 정지웅 역 - 검사
- 김미림 : 김민주 역 - 실종 된 검사
- 백두산
- 이원우
- 엄덕환
- 김재홍 : 경찰 역
- 서유림 : 병원 보안실 직원 역
- 임용순
- 이동용 : 도하건설 자재창고 직원 역
- 한국진 : 형사 역
- 임성표
- 임우철
- 김현수
- 김태영
- 미석

### 특별출연
- 강하늘 : 이정수 역 - 사형수 (1~2회)
- 정우식 : 주요셉(강민철) 역 - 주원형이 입양한 아들, 강순영의 아들 (2회)
- 류태호 : 김석규 역 - 김석진의 사촌형, 전 경찰이자 현 대도물산 사장 (2회)
- 고보결 : 강순영 역 (1~2회)
- 이승형 : 김석진 역 - 배우 (2회)
- 문영동 : 경찰 역 (2회)
- 박해준 : 하태조 역 - 원신제약회사 기획 본부장 (3~4회)
- 손종학 : 류정국 역 - 원신제약회사 사장 (3~4회)
- 장광 : 남석태 역 - 변호사, 법무부장관 후보자 (5~6회)
- 이두일 : 이종호 역 - 이지은의 아버지, 도언공장 직원 (6회)
- 심이영 : 오대영의 아내 역 (8회, 10회)
- 정찬 : 홍진기 역 - 도하건설 대표 (10회)

## 시청률
최저 시청률과 최고 시청률은 시청률 조사회사와 지역별로 시청률에 차이가 있을 수 있습니다.
| 2015년      | 2015년      | 2015년                        | 2015년     |
| 회차        | 방송일      | 부제                          | AGB 시청률 |
| ----------- | ----------- | ----------------------------- | ---------- |
| 1화         | 3월 28일    | 감옥에서 온 퍼즐 Part 1       | -          |
| 2화         | 4월 4일     | 감옥에서 온 퍼즐 Part 2       | 1.445%     |
| 3화         | 4월 11일    | 녹 Part 1 - 고속도로 실종사건 | 1.101%     |
| 4화         | 4월 18일    | 녹 Part 2 - 정의              | 1.585%     |
| 5화         | 4월 25일    | 살인의 재구성                 | 1.816%     |
| 6화         | 5월 2일     | 예고된 살인                   | 1.247%     |
| 7화         | 5월 9일     | HOME                          | 1.303%     |
| 8화         | 5월 16일    | 청순한 마음 Part 1            | 1.177%     |
| 9화         | 5월 23일    | 청순한 마음 Part 2            | 1.039%     |
| 10화        | 5월 30일    | Injustice                     | 0.867%     |
| 평균 시청률 | 평균 시청률 | 평균 시청률                   | -          |